# Sveti Nikola
Sveti Nikola ili Niko (Patara, 15. ožujka 270. – Mira, 6. prosinca 343.) bio je mirski biskup, svetac, zaštitnik djece i pomoraca. U Italiji je poznat i kao Sveti Nikola Barski (San Nicola di Bari), a u Hrvatskoj i kao Sveti Nikola biskup.

## Životopis
Rođen je u gradu Patari u Maloj Aziji, u pokrajini Liciji u 3. stoljeću. Imao je bogate roditelje koji dulje vrijeme nisu mogli imati djece, pa su od Boga izmolili malog Nikolu koji je dobio ime po stricu biskupu u Miri. Njegovi roditelji ubrzo umiru i Nikola ostaje sam. Želeći širiti ljubav i dobrotu, postaje svećenik. Uskoro mu umire stric, biskup Mire, i svi misle da će ga Nikola naslijediti. No, on skroman i u strahu od te časti bježi u Palestinu gdje živi samačkim životom. Vraća se za nekoliko godina upravo kad umire biskup, nasljednik njegova strica. Ovaj puta nije mogao pobjeći te postaje biskup. Od tada noći provodi moleći, a dane pomažući nevoljnima i šireći vjeru.
Prema narodnom vjerovanju, činio je i čudesa. Poput Isusa smiruje uzburkano more i zato je zaštitnik mornara. Neki ga zamjenjuju sa svetim Blažom pa drže da je svojim blagoslovom ozdravio dijete kojemu je zapela riblja kost u grlu. U svakom je slučaju zaštitnik djece i prema legendi o nesavjesnu ocu s dvjema kćerima i darovima koje im je svake godine donosio.
U životu se uvijek borio protiv nepravde i za ljubav prema bližnjemu u kojem je prepoznavao Boga. Iscrpljen pokorom i poslovima umire 6. prosinca 343. godine te je pokopan u Miri, gdje se i danas nalazi sarkofag u koji je nekoć bilo položeno njegovo tijelo. Zbog turskih osvajanja tijelo mu je preneseno u talijanski grad Bari gdje se i danas nalaze njegove relikvije.

## Legenda
Danas je poznat kao lik koji djecu obraduje svojim darovima. Ta tradicija vuče korijene iz sljedeće legende. U blizini roditeljske kuće sv. Nikole, živio je čovjek, nekad bogat, ali izgubio je carsku službu i sav imetak. Imao je tri kćeri, koje bi se mogle udati, ali im nije mogao dati miraza. I nesretni otac odlučio je trgovati ljepotom i mladošću svojih kćeri, da tako zaradi. One su se pomolile Bogu, da ih izbavi od toga zla i spasi njihovu čast i poštenje.
Sv. Nikola nekako je doznao za tu odluku nesavjesnog oca pa uzme vrećicu, napuni je zlatnicima, umota u platno i, prišuljavši se noću potajno do kuće, ubaci zamotane zlatnike kroz prozor. Otac onih djevojaka začudio se, kad je ujutro našao tako veliki novac. Vidjevši kako je svota dovoljna, čak i prevelika da časno uda jednu kćer, opremio je i dade joj miraz. To se dogodi i po drugi put; nađe, jednog jutra i drugu vrećicu sa zlatnicima. Spremi on i srednju kćer. Dalje priča ima dva kraja:
- A kad je i to bilo gotovo, sve mu je nešto govorilo, da će onaj dobrotvor i po treći put doći pa ga je u zasjedi čekao nekoliko noći. I doista, baš kad sv. Nikola ubaci svoj dar i za najmlađu kćer, skoči otac, stigne neznanca i prepozna u njemu Nikolu. Unatoč zaklinjanju neka šuti, sretni otac je razglasio po cijelom mjestu radosnu vijest.
- Drugi kraj priče ide ovako: Nikola je vidio da ga otac djevojaka čeka, pa se domislio, popeo na krov i zlatnike ubacio kroz dimnjak. Kako su se na otvorenom ognjištu sušile čarape, zlatnici su pali u njih, i od tuda dolazi stavljanje poklona bilo u čarape ili čizmice, i Djed Mraz koji poklone spušta kroz dimnjak.

## Štovanje
Zaštitnik je djece, pomoraca, djevojaka, siromaha, studenata, farmaceuta, pekara, ribara, zatvorenika, trgovaca, putnika, otoka Sicilije, pariškog sveučilišta i mnogih gradova širom svijeta. Spomendan mu je 6. prosinca. Toga dana, njemu u spomen, roditelji darivaju djecu.

## Vanjske poveznice
|  | Zajednički poslužitelj ima još gradiva o temi Sveti Nikola |